# Nuoto ai Giochi della XXX Olimpiade - 10 km femminili
La maratona femminile di nuoto dei Giochi Olimpici di Londra 2012, disputata sulla distanza di 10 chilometri, ha avuto luogo il 9 agosto a Serpentine, ad Hyde Park.
La vincitrice della gara è stata l'ungherese Éva Risztov.

## Risultati
| Pos.    | Atleta                  | Nazionalità   | Tempo     | Distacco |
| ------- | ----------------------- | ------------- | --------- | -------- |
| Oro     | Éva Risztov             | Ungheria      | 1h57'38"2 | -        |
| Argento | Haley Anderson          | Stati Uniti   | 1h57'38"6 | +0'00"4  |
| Bronzo  | Martina Grimaldi        | Italia        | 1h57'41"8 | +0'03"6  |
| 4       | Keri-Anne Payne         | Gran Bretagna | 1h57'42"2 | +0'04"0  |
| 5       | Angela Maurer           | Germania      | 1h57'52"8 | +0'14"6  |
| 6       | Ophelie Aspord          | Francia       | 1h58'43"1 | +1'04"9  |
| 7       | Ol'ha Beresnjeva        | Ucraina       | 1h58'44"4 | +1'06"2  |
| 8       | Erika Villaécija García | Spagna        | 1h58'49"5 | +1'11"3  |
| 9       | Jana Pechanová          | Rep. Ceca     | 1h58'52"8 | +1'14"6  |
| 10      | Anna Guseva             | Russia        | 1h58'53"0 | +1'14"8  |
| 11      | Melissa Gorman          | Australia     | 1h58'53"1 | +1'14"9  |
| 12      | Karla Šitić             | Croazia       | 1h58'54"7 | +1'16"5  |
| 13      | Yumi Kida               | Giappone      | 1h58'59"1 | +1'20"9  |
| 14      | Yanel Pinto             | Venezuela     | 1h59'05"8 | +1'27"6  |
| 15      | Natalia Charlos         | Polonia       | 1h59'58"7 | +2'20"5  |
| 16      | Heidi Gan               | Malaysia      | 2h00'45"0 | +3'06"8  |
| 17      | Cecilia Biagioli        | Argentina     | 2h01'02"2 | +3'24"0  |
| 18      | Zsofia Balazs           | Canada        | 2h01'17"8 | +3'39"6  |
| 19      | Swann Oberson           | Svizzera      | 2h01'38"0 | +3'59"8  |
| 20      | Tang Wing Yung          | Hong Kong     | 2h02'33"4 | +4'55"2  |
| 21      | Lizeth Rueda            | Messico       | 2h02'46"1 | +5'07"9  |
| 22      | Marianna Lymperta       | Grecia        | 2h04'26"5 | +6'48"3  |
| -       | Poliana Okimoto         | Brasile       | -         | DNF      |
| -       | Jessica Roux            | Sudafrica     | -         | DNF      |
| -       | Fang Yanqiao            | Cina          | -         | DNS      |